# Fabricare deschisă
Fabricarea deschisă, producția deschisă sau principiul „proiectare globală - fabricare locală” este un nou model socio-economic de producție, în care obiectele fizice sunt produse și distribuite într-un mod liber/deschis și colaborativ, bazându-se pe proiectare deschisă și pe princiipile sursei deschise.
Fabricarea deschisă combină următoarele elemente ale unui proces de producție: instrumente și metode de producție noi și deschise (cum ar fi imprimantele 3D), noile mișcări bazate pe valoare (cum ar fi mișcarea creațiilor de autor), noi instituții și noi rețele de fabricație și de producție (cum ar fi FabLabs) și metodele, programele și protocoalele open-source.
Acest fel de fabricare poate include de asemenea, modelarea digitală, fabricarea și calculator cu comandă numerică (CCN) din mașinile folosite pentru producție prin software și hardware sursă deschisă, care sunt programe  dezvoltate de o comunitate, de o companie sau de câtre o persoană și folosite sub o licență liberă, permițând accesul la codul sursă tuturor utilizatorilor.
Filosofia fabricației deschise este similară mișcării sursei deschise, dar vizează dezvoltarea de produse fizice, mai degrabă decât software-ul . Termenul este legat de noțiunea de democratizare a tehnologiei precum este  conformită în f ultrul de cultură, etică DIY,sursă deschisă tehnologiei adecvate de mișcare, rețeaua Fablab și alte spații special concepute pentru "hackerspaces", care sunt comunitați ce acționează rareori pentru profit și functionează că centre pentru învațare reciprocă și impartășire a cunoștințelor.
Potrivit savantului Michael Bauwens, Fabricația deschisă  este extinderea producției peer, care se definește fiind o procedura de a profita de noi posibilități de cooperare oferite de internet, și a devenit un mediu de muncă larg răspândit, în lumea fizică a producției. 
Redlich și Bruns definesc "Producția deschisă" ca fiind "o nouă formă de coordonare pentru sistemele de producție care implică un sistem intermediar superior pentru a cordona informațiile și fluxurile de materiale între părțile implicate a producției", și care va cuprinde întreaga valoare a procesului de creare pentru bunurile fizice: dezvoltare, producție, vânzări, suport, etc.
Un document de politică solicitat de Comisia Europeană folosește termenul  "filtru de producție" pe care îl poziționează între inovare socială, sursă deschisă în domeniul TIC și în  fabricare.

## Principiile
Gradul de Deschidere pentru "Fabricația deschisă" se poate referi la natura produsului ( proiectare deschisă), la natura utilajelor de productie si metode (de exemplu, sursa deschisă imprimante 3D , sursă deschisă  CCN), la procesul de producție și inovare (producția colegială pe bază de comune (reprezintă resursele culturale și naturale accesibile tuturor membrilor unei societăți) / colaborative /producție distribuită), sau la forme noi de creare a valoarii (în funcție de rețea de jos în sus sau hibrid versus afaceri-centrice de sus în jos). Jeremy Rifkin susține, că producția deschisă  prin imprimarea 3D-"va reduce în cele din urmă și în mod inevitabil costurile marginale la aproape zero, va elimina profitul și va face schimbul de proprietăți pe piețe inutil pentru multe (deși nu toate) produse".

## Implicații socio-economice
Următoarele puncte sunt considerate drept implicații esentale ale fabricație deschise:
- o democratizare a (mijloacelor) producției,
- o descentralizare a producției și crearea de valoare la nivel local (cooperarea globală – producție locală),
- posibilitatea de a produce prototipuri de înaltă calitate și produse în cantități mici la prețuri moderate ( din ce în ce mai scăzute)
- eliminarea decalajului dintre sectorul formal și cel informal și oportunitățile de inovare deschisă de jos în sus și
- o tranziție de la consumator la producător pentru bunurile fabricate.

În contextul dezvoltării socio-economice, producția deschisă a fost descrisă drept o cale către o industrializare mai durabilă la scară globală,care promovează "sustenabilitatea socială" și oferă oportunitatea de a se schimba într-o "industrializare orientată spre colaborare condusă de părțile interesate din țări cu un statut de dezvoltare diferit conectat la o creare de valoare globală la nivelul ochilor".
Pentru țările în curs de dezvoltare, producția deschisă ar putea conduce în mod semnificativ la produse mai bine adaptate  problemelor locale și la piețele locale și ar reduce dependența pentru bunurile străine, deoarece produsele vitale ar putea fi fabricate la nivel local. Într-un asemenea context, producția deschisă este puternic legată la conceptul mai larg al mișcării Open source appropriate technology⁠(d).

## Critică
Un număr de factori sunt considerați drept piedică pentru aplicarea a modelului de "producție deschisă" și / sau pentru a-și realiza implicațiile pozitive pentru un model de producție global mai sustenabil.
Primul factor este durabilitatea modelelor comune de producție colegială: "Împuternicirea se face numai dacă participanții sunt dispuși să-și împărtășească cunoștințele cu colegii lor.Participarea actorilor nu poate fi garantată, astfel sunt cunoscute multe cazuri în care participarea nu poate fi realizată suficient. "Alte probleme includ sistemele lipsă sau inadecvate de control al calității, persistenta paradigmă a producției de volum mare și a eficienței costurilor, lipsa unor platforme acceptate pe scară largă pentru a împărtăși desenele hardware, precum și provocările legate de paradigma proprietății comune din spatele licențelor deschise de producție deschisă și de faptul că hardware-ul este mult mai dificil de împărțit și de standardizat decât, de exemplu, software-ul.
În țările în curs de dezvoltare, în plus față de punctele de mai sus, trebuie luați în considerare o serie de factori. Savantul Waldman-Brown desemnează următoarele: lipsa expertizei în fabricație și a informalității actualelor SMM pe piețele emergente ca un obstacol în calea controlului calității produselor finite și a materiilor prime, precum și a programelor de formare profesională care nu sunt capabile să reacționeze suficient de repede pentru a asigura necesarul cunoștințelor și calificărilor.

## Exemple
- Open Source Ecology, un proiect pentru proiectarea și construirea sursei deschise, masini industriale fabricate de către producția eXtreme
- Exemple de sursă deschisă produse imprimabile 3D  pentru Auto-Regizat de Dezvoltare Durabilă la http://www.appropedia.org/Category:OSAT_3D-Printable_Designs
- Studii de caz de Imprimare 3D ajutoare umanitare a Făcut în Domeniul: Cordonul Ombilical Cleme, Repartitoare/IV Cârlige, Mâini Protetice, se SPALĂ Corpuri
- RepRap Proiect, un proiect pentru a crea sursă deschisă auto-copierea imprimantă 3D.
- Local Motors : Aplicarea deschidă de producție pentru domeniul de transport și vehicule
- Sensorica, o dezvoltare hardware de rețea-organizare, folosind valoarea de model de rețea.
- guupis Arhivat în 23 aprilie 2018, la Wayback Machine.: o producție  platformă deshisă care vizează inovarea si producerea de produse hardware.